# JYMB
JYMB (o J.Y.M.B.) fou la marca d'una minimoto amb sidecar catalana, fabricada a Barcelona el 1951 pels germans Joan i Miquel Badal. El model, adreçat als menuts, era una reproducció a escala de la Harley-Davidson i anava equipat amb un motor Iresa de 53 cc. Se'n fabricaren tres unitats.